# صندوق التعليمي الإسلامي

صندوق التعليمي الإسلامي هو منظمة تعليمية تعمل على مساعدة الأطفال بتقديم نصائح لهم

صندوق التعليمي الإسلامي (بالإنجليزية: Muslim Educational Trust، ويعرف اختصارًا: MET) منظمة تعليمية تقدم المعلومات والنصائح والمنشورات حول التعليم والاحتياجات التعليمية للأطفال من خلال الآباء على وجه الخصوص. يقع مقرها في لندن.

## التعليم الإسلامي
منذ أوائل السبعينيات بدأ الصندوق دروسًا دينية إسلامية للتلاميذ المسلمين. كانت المدارس في المملكة المتحدة تقدم دروسًا دينية مسيحية كمعيار قياسي، ولكن سُمح للتلاميذ بالانسحاب من هذه الدروس. بدأ الصندوق في إعطاء دروس إسلامية بديلة للتلاميذ ليتم عقدها خلال فترة وجودهم في المدرسة حيث تلقوا دروسًا دينية على أساس المسيحية. كانت نيوهام أول بلدة تسمح بالدروس الإسلامية، إلى جانب هاكني، تليها برادفورد ومدن أخرى خارج لندن. قام حوالي 20 متطوعًا بتدريس هذه الفصول خلال السبعينيات.
بدأ الصندوق أيضًا في دعم الجهود لفتح مدارس إسلامية خاصة في عام 1974، وبحلول عام 1992 تم افتتاح 23 مدرسة إسلامية بدعم من الصندوق. كان القادة المهمون في هذه الحركة هم إبراهيم هيويت ويوسف إسلام (كات ستيفنز سابقًا)، وأفضل الرحمن وغلام سروار. في عام 1991 كتب سروار كتابًا بعنوان المسلمون والمدارس البريطانية، يركز على سبب وجوب وجود مثل هذه المدارس ولماذا يجب أن تتلقى تمويلًا عامًا مثل المدارس البريطانية الأخرى.